# Vallei der Tranen
De Vallei der Tranen (Hebreeuws: עֵמֶק הַבָּכָא, Emek HaBakha) is een slagveld waar de Syrische strijdkrachten in de Jom Kippoeroorlog van 1973 van 6 tot 9 oktober tegen het Israëlisch defensieleger vochten om de tijdens de Zesdaagse Oorlog van 1967 verloren gegane Golanhoogvlakte te heroveren.

## Voorgaande

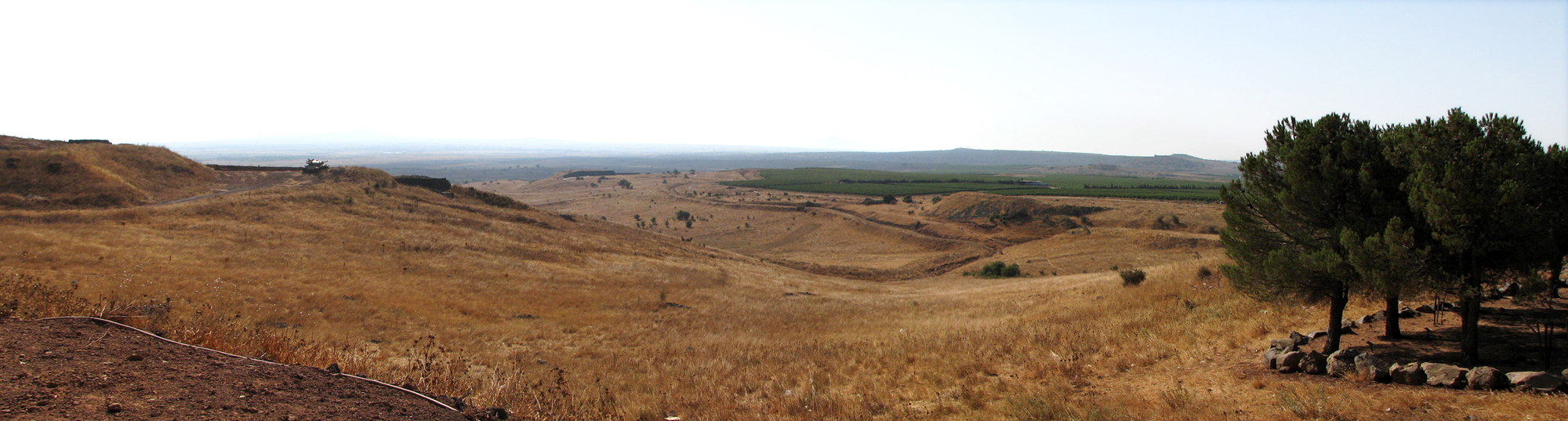
Vallei der Tranen in 2010

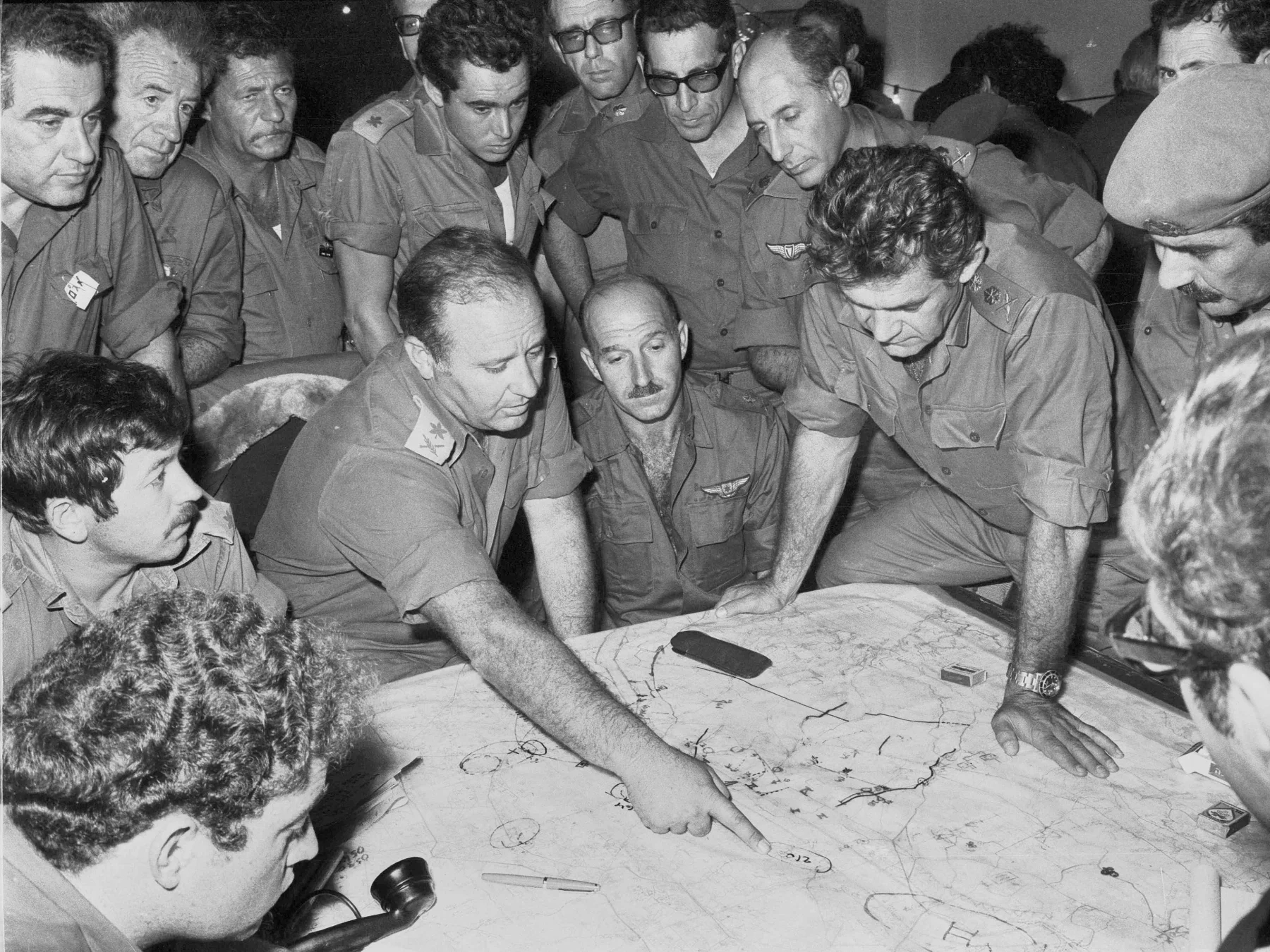
Stafvergadering van het noordelijk commando: van rechts naar links: majoor Gadi Zohar, met bril, in profiel, adjudant van de stafchef;
brigade-generaal Yekutiel Adam, met snor en baret, vice noordelijk commandant;
stafchef luitenant-generaal David Elazar met beide handen op tafel;
generaal-majoor Eli Zeira, hoofd van de militaire inlichtingendienst;
generaal-majoor Rechav’am Ze’evi, assistent van de stafchef, staand met donkere bril;
generaal-majoor Mordechai Hod, vroeger hoofd van de Israëlische luchtmacht, adviseur van het noordelijk commando voor luchtaanvallen, wederopgeroepen toen de oorlog begon, met snor zittend;
generaal-majoor Yitzak Hofi noordelijk commandant, zittend wijzend op de kaart.

Juni 1967 veroverde Israël in zware gevechten de Golanhoogvlakte op Syrië. Men rukte op tot de "Paarse Lijn", een reeks passen tussen "tels", kegels van uitgedoofde vulkanen. De lijn verschafte een uitstekende verdedigingspositie maar beheerste ook naar het oosten toe de hoogvlakte van Damascus. Dat was eerst de belangrijkste functie. Toen in 1970 Syrië Jordanië dreigde te overweldigen tijdens de opstand aldaar van de PLO, Zwarte September, stak men de Paarse Lijn over, verwoestte de Syrische bunkers en deed Syrië van de interventie afzien.
In 1971 nam Hafiz al-Assad de macht in Syrië helemaal over. Hij begon de Syrische strijdkrachten sterk uit te breiden, moderniseren en reorganiseren. Israël zag Syrië steeds meer als een dreiging. Net als bij Egypte drongen rechtse politici aan op het met militaire middelen een regime change te bewerkstelligen om die dreiging weg te nemen. Het radicale bewind moest ten val gebracht worden, de PLO vernietigd en het land gedemilitariseerd. Zoals eerder in 1956 en 1967 had men geen helder idee hoe na een overwinning veroverd gebied stabiel gepacificeerd zou kunnen worden. 
Het Israëlisch opperbevel oordeelde dat het zeer de voorkeur had dat Syrië een oorlog zelf zou beginnen. Als het Syrische leger verzwakt was door aanvallen op de Israëlische posities, kon een tegenoffensief met de Israëlische reserves een relatief goedkope eindoverwinning verzekeren. Die posities moesten daartoe zo sterk mogelijk worden ingericht. Dat kon niet door het er legeren van een grote parate strijdmacht want Israël had met een inwoneraantal van drie miljoen maar een getrainde weerbare mannelijke bevolking van een kwart miljoen man. De kleine bezetting moest zoveel mogelijk beschermd worden door bunkers, prikkeldraadversperringen en mijnenvelden. Kleine groepjes infanterie van een parachutistenbataljon, gekozen omdat het elitesoldaten waren, vormden de bemanning van een reeks bunkercomplexen. Dieper gelegen stellingen werden bezet door drie bataljons van de 1e Infanteriebrigade, een parate elite-eenheid met een grote reputatie die informeel bekend stond als de "Golanibrigade".
De belangrijkste manier om arbeidskracht te besparen was echter mechanisering. Vier man in een tank hadden een veel grotere slagkracht dan vier soldaten in hun schuttersputje. Na 1956 had Israël daarom vol ingezet op een uitbreiding van de tankvloot. Al in 1967 was men het land met de grootste tankdichtheid ter wereld geworden en daarna zette men de opbouw van de pantsereenheden krachtig voort. Egypte en zeker Syrië namen echter kwantitatief nog sneller in kracht toe. Toch plaatste Israël geen heel grote eenheid op de Golan. De hoogvlakte werd alleen bewaakt door de 188e Pantserbrigade, de "Barak" ("Bliksem"), en die was niet eens op volle sterkte. De brigade omvatte twee tankbataljons, ieder nominaal maar drieëndertig tanks omvattend. Het was ook niet de bedoeling dat de brigade in geval van een oorlog heel snel versterkt zou worden. Nog voor de aankomst van de massa van de reserves zou de Syrische aanval binnen enkele dagen vernietigend moeten worden afgeslagen. Daarbij zou de Golanibrigade maar van beperkt nut zijn want die was maar zwak uitgerust met antitankwapens. Antitankkanonnen waren afgeschaft omdat ze als verouderd werden gezien, maar geleide antitankraketten nog niet aangeschaft. Men beschikte slechts over de Superbazooka, een gangbaar wapen in de jaren vijftig, dat niet in staat was het frontpantser van de Syrische tanks te doorboren.
Op 5 oktober kreeg de Israëlische 7e brigade bevel om een bataljon naar de Golanhoogvlakte te rijden om de 188e brigade van Yitzhak Ben Shoham te versterken.
De brigadecommandant Avigdor Ben-Gal verwachtte iets.
Hij beval zijn artillerie om het gebied te overzien, doelwitten te bepalen en schiettabellen voor te bereiden.
Hij vergaderde met zijn bataljonscommandanten en nam ze mee naar de frontlinie.
Om 12:00 op 6 oktober lag de brigade in Kamp Yitzhak, op het kruispunt van de Petroleumweg, die diagonaal door de noordelijke Golanhoogvlakte loopt en snelweg 91 die over de Brug “Dochters van Jakob” over de Jordaan naar het noorden van Israël leidt. 
De Israëli hadden in de Golanhoogvlakte 170 tanks en 60 kanonnen verdeeld tussen de 7e en de 188e brigades.
Er waren 1260 Syrische tanks. 
Elke Syrische divisie infanterie had een brigade infanterie, een brigade gemechaniseerde infanterie en een tankbrigade.
Elke brigade infanterie of gemechaniseerde infanterie had drie bataljons infanterie, een bataljon van 40 tanks, een bataljon luchtafweergeschut en een bataljon artillerie.
Elke tankbrigade had 3 bataljons met elk 40 tanks.
De divisie had een regiment artillerie, een regiment luchtafweergeschut, een regiment verkenners met een compagnie voor elke brigade en een compagnie chemische oorlogvoering met een sectie voor elke brigade.
Een divisie telde 10.000 man, 200 tanks, 72 kanonnen, 72 stukken luchtafweergeschut en luchtdoelraketten. 
De 7e divisie infanterie onder brigadegeneraal Omar Abrash, had 80% van zijn tanks en pantserinfanterievoertuigen. 
Er waren onafhankelijke tankbrigades met elk 120 tanks en 2000 man.
Een van de onafhankelijke brigades kwam van Marokko.
Achteraan lagen de 1e en 3e Pantserdivisies, met elk 250 tanks.
1000 kanonnen steunden de Syrische aanval.
De 7e divisie moest doorbreken bij Ahmadiyeh in het noorden en de 5e pantserdivisie bij Al-Rafid in het zuiden. Dit zou de meeste Israëlische troepen in de Golanhoogvlakte omsingelen. 
Elke divisie moest in twee echelons oprukken. De 7e divisie moest westwaarts aanvallen langs El Rom en Wassett en de 5e divisie moest oprukken naar de brug Arik ten noorden van het Meer van Tiberias. Als de 5e divisie doorbrak, of zowel de 5e als de 7e, dan moest de 1e pantserdivisie tussen de 5e en de 9e divisie rijden naar Kamp Yitzhak om de Israëli aan te vallen die in de tang zaten tussen de 5e en de 7e divisie.
Op 6 oktober om 10:00 vergaderden Avigdor Ben-Gal en andere brigadecommandanten met generaal Yitzhak Hofi in Kamp Yitzhak en Yitzhak Hofi vertelde dat de inlichtingendienst een aanval verwachtte om 18:00.
De 7e brigade diende als reserve bij Kamp Yitzhak en moest een tegenaanval voorbereiden in het noorden of het zuiden of opsplitsen om beide te ondersteunen.
Avigdor Ben-Gal reed naar een bataljon in Sindiana en sprak met de officieren.
Hij belegde een vergadering in Kamp Yitzhak om 14:00.
Als ze op hem wachtten, begon de Syrische artilleriebeschieting en luchtaanval.
De mannen van Avigdor Ben-Gal renden terug naar hun bataljons en Avigdor Ben-Gal verplaatste zijn hoofdkwartier buiten het kamp.
Na een uur kreeg hij bevel om noordwaarts naar Quneitra te rijden en het 2e bataljon over te dragen aan de zuidelijke sector onder bevel van de 188e brigade. De 7e brigade bleef met twee bataljons ten noorden van Quneitra.
Avigdor Ben-Gal hield een reserve achter de hand en stelde een 3e bataljon samen.
Hij droeg een compagnie van een bataljon over en plaatste het onder bevel van zijn bataljon gemechaniseerde infanterie.
Hij schiep zo een derde bataljon met tanks.
Avigdor Ben-Gal kon nu met 3 bataljons manoeuvreren.
Hij ontving het 74e bataljon van luitenant-kolonel Yair Nafshi dat in de versterkingen in de noordelijke sector lag.
Met het bataljon van Yair Nafshi telde de brigade 100 tanks. 
Het eerste bataljon lang langs de Purperen Lijn, van versterking A1 en oosten van Mas'ade aan de voet van de 2814 m hoge berg Hermon naar het zuiden tot 6 km van de 1216 m hoge berg Hermonit.

## De veldslag

### 6 oktober

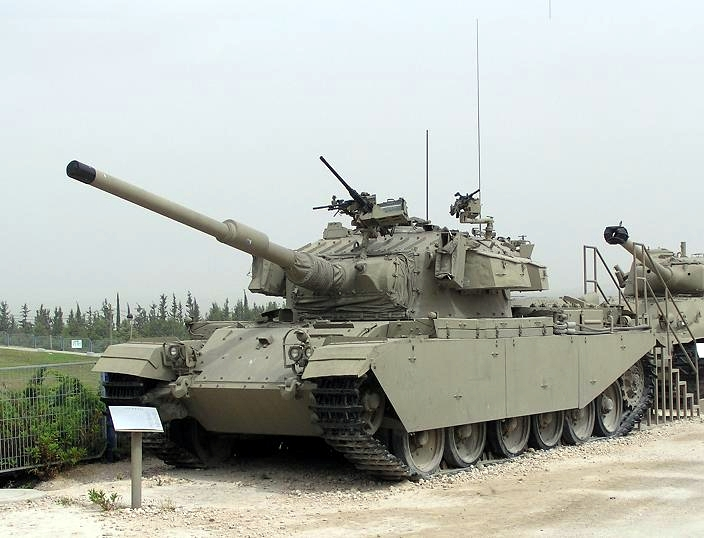
Een Israëlische Centurion tank

Om 13:55 lag de sector van Yair Nafshi onder artillerievuur.
Soldaten aan de Purperen Lijn meldden dat de Syriërs de camouflagenetten van hun tanks en artillerie verwijderden. 
Yitzhak Ben Shoham stuurde zijn bataljonscommandanten Yair Nafshi en Oded Erez met hun 70 Centurion tanks naar de voorziene stellingen.
Yair Nafshi was te Quneitra en kreeg bevel zijn hoofdkwartier naar een veiliger plaats te verhuizen.
Hij beval zijn troepen de stad te verlaten en stuurde de tanks voorop met erachter de vrachtwagens.
Het 53e bataljon van Oded Erez trok naar de zuidelijke Golanhoogvlakte.
Een peloton van Yair Nafshi met drie tanks was bij het kruispunt Wassett toen Syrische vliegtuigen Tel Abu Nida aanvielen. 
Als de vliegtuigen weg waren, bewogen de mannen naar de linie met bunkers.
Na 1 km kwamen ze onder artillerievuur. 
Om 14:00 meldde Yair Nafshi aan het hoofdkwartier van zijn brigade dat zijn bataljon gevechtsklaar was op de heuvelrug Booster.
De colonne van de Syrische 85e brigade infanterie bereikte de Israëlische tankgracht en toen beseften de officieren dat hun genie niet mee vooraan was.
Ze deden de tanks en de gemechaniseerde infanterie uitstappen en te voet oversteken.
Dit vertraagde de aanval en stelde de mannen bloot aan Israëlisch vuur.
Yair Nafshi beval zijn mannen om de brugleggende tanks te vernietigen.
In de namiddag hadden de Israëli de meeste brugleggende tanks vernietigd vanaf 1,8 km.
Twee brugleggende tanks bereikten de tankgracht ten noorden van A3. 
Ze legden twee bruggen en tien Syrische tanks staken de tankgracht over.
De Israëlische luchtmacht kwam in actie, maar meerdere vliegtuigen werden neergehaald.
In de meest noordelijke sector vocht het 74e bataljon tegen een Marokkaanse brigade van 30 tanks.
Een Israëlische Centurion werd geraakt.
Een Israëlisch peloton dat naar het noorden gestuurd was om de weg naar de kibboets Dan te bewaken raakte tussen de Marokkanen die naar Tel Shaeta oprukten en een Syrisch bataljon vanuit het westen.

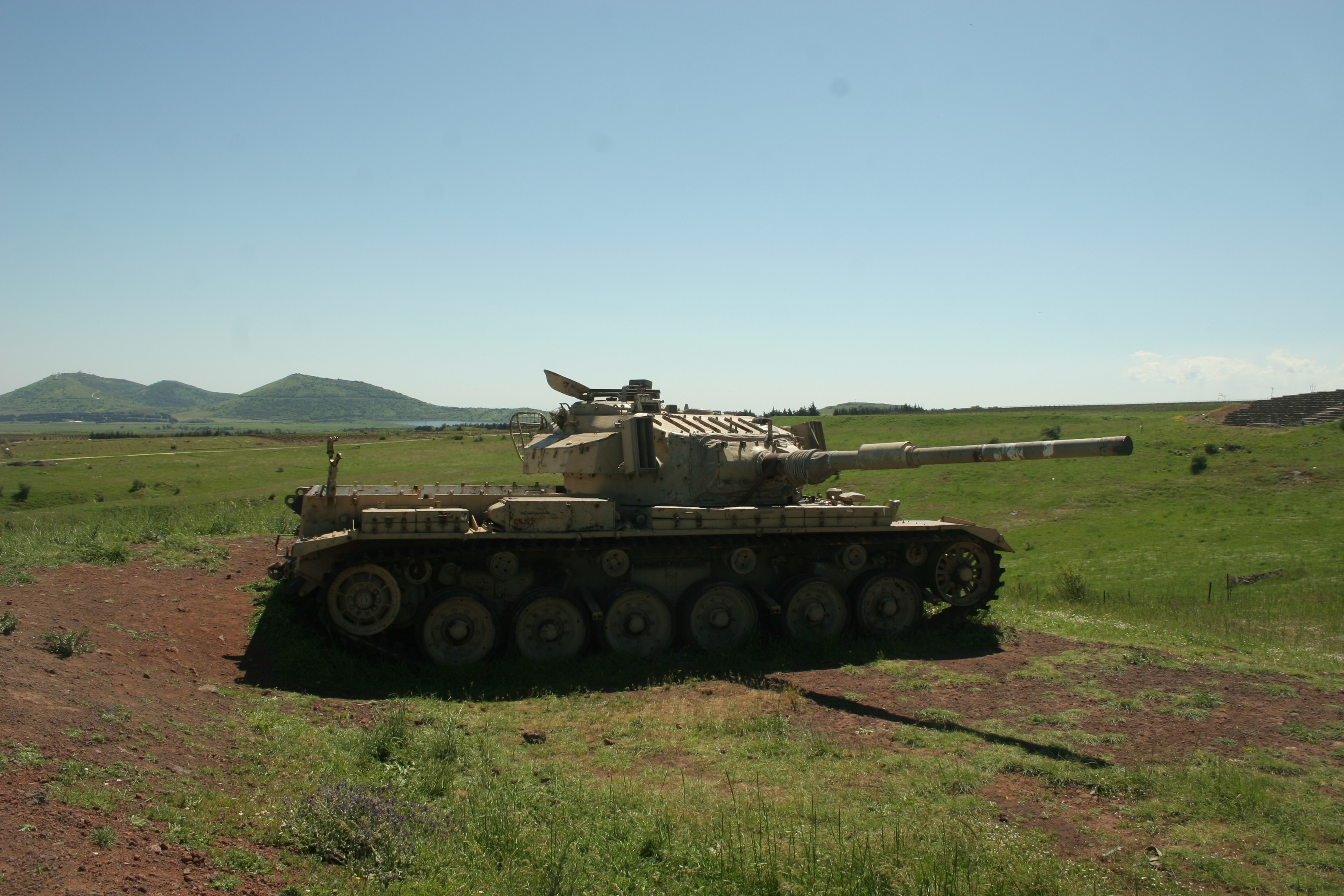
Een verlaten Centurion tank in de Vallei der Tranen

De compagnie van Avner Landau, nu met 7 Centurions, was ook bedreigd en kon niet helpen.
Yair Nafshi liet het gebied ten noorden van de berg Hermonit over aan zijn adjunct, majoor Yosef Nissim en versterkte de sector met de compagnie van kapitein Eyal Shaham en hij hield een compagnie van het bataljon van de tankschool als reserve. 
Elke Centurion van de 188e brigade in de noordelijke Golanhoogvlakte was in 40 minuten paraat.
Yosef Nissim beval Eyal Shaham om het gevangen peloton bij Tel Shaeta te versterken en beval zijn adjunct, luitenant Asaf Sela om met een peloton het gebied ten zuiden van Tel Shaeta te bezetten, dat toegang tot de berg Hermonit verschafte. 
De Marokkanen schoten op Tel Shaeta, maar rukten niet op.
Het Syrisch bataljon zat vast als de voorste voertuigen op de weg waren vernietigd. 
De Syrische bataljonscommandant reed zuidwaarts en trachtte in te dringen tussen de weg naar de kibboets Dan en de berg Hermonit. 
Hij besefte niet dat hij tussen de troepen van Eyal Shaham en Asaf Sela reed, die in hinderlaag lagen.
Voor 15:00 openden ze het vuur vanuit betere stellingen.
Na 2 uur trokken de Syriërs terug met achterlating van brugleggende tanks, een bulldozer tank, twee BRDM verkenningsvoertuigen en 6 tanks. 
Eyal Shaham verloor twee Centurions. 

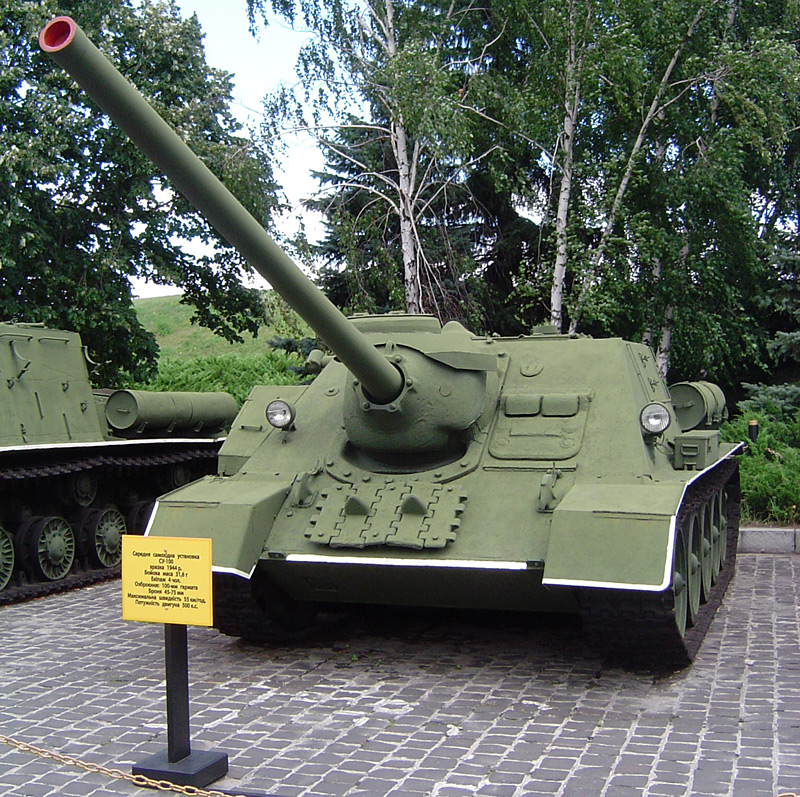
Een SU-100 tankjager

Voor het donker merkte Eyal Shaham drie SU-100 tankjagers en een vrachtwagen bij de stelling van Yosef Nissim, vanwaar Yosef Nissim er niet kon op vuren. 
Eyal Shaham stuurde Asaf Sela, die de Syriërs niet kon zien, om ze te onderscheppen.
Asaf Sela, met nog een andere Centurion, schoten langs achter op de Syriërs en vernietigden ze vanop 250 m. 
Twee Syrische tanks trachtten het open veld voor het tankkanaal ten zuiden van de sector van Yosef Nissim over te steken voor de nacht. 
Toen het duister inviel stuurde Yair Nafshi een compagnie vooruit naar de Syrische bruggen over het tankkanaal om de overgestoken tanks te vernietigen.
De tanks van Avner Landau vernietigden ze in een half uur. 
Het bruggenhoofd was gestopt.

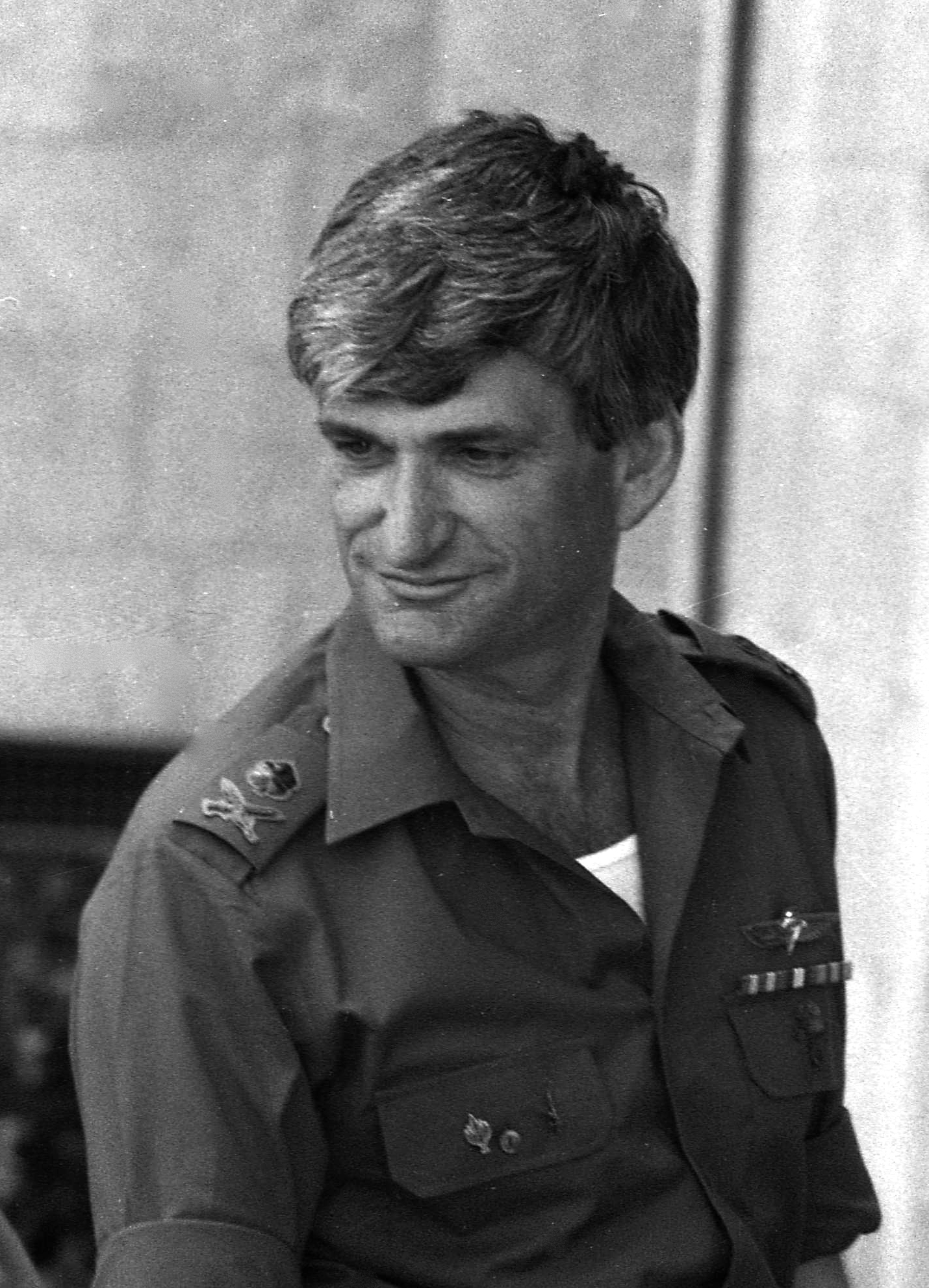
Generaal-majoor Avigdor Ben-Gal, commandant van de 7e brigade moest de Golanhoogvlakte verdedigen.

In de late namiddag besliste Yitzak Hofi dat de 65 tanks van de 188e brigade de Syrische aanval niet konden tegenhouden en hij zette 105 Centurions van de 7e brigade in. 
Yitzak Hofi vond de noordelijke sector belangrijker dan de zuidelijke sector vanwege de bres bij Quneitra  en hij gaf Avigdor Ben-Gal het commando van het gebied ten noorden van Bunker 107. 
De 188e brigade stond nu in voor de zuidelijke sector, waar Oded Erez lag met het 53e bataljon. 
Het 74e bataljon werd bij de 7e brigade gevoegd.
Het nieuw aangekomen 82e bataljon van kapitein Meïr Zamir, en twee compagnieën van het nieuw aangekomen 75e bataljon gemechaniseerde infanterie werden van de 7e brigade naar de 188e brigade overgedragen.
Het 77e bataljon van Avigdor Kahalani werd weer bij de 7e brigade gevoegd. 
Avigdor Ben-Gal voegde een compagnie van het 82e bataljon van het hoofdkwartier van de 7e brigade als reserve. 
Na een uur was het 82e bataljon bij de 188e brigade.
In de nacht werd Yair Nafshi onder bevel van de 7e brigade geplaatst.
De Syriërs vielen aan in colonnes en onderscheidden eenheden met  gekleurde lichten.
Sommige reden in Israëlische mijnenvelden. 
De Israëli hadden geen nachtkijkers en moesten de positie van de Syrische tanks schatten op het geluid en lichtkogels van de artillerie.
Het bataljon van Yair Nafshi bleef bewegen om tankjagers te mijden.
De versterkingen werden aangevallen met tanks en infanterie en vroegen hulp. 
Yair Nafshi beval ze onder de grond te schuilen en liet artillerie vuren.

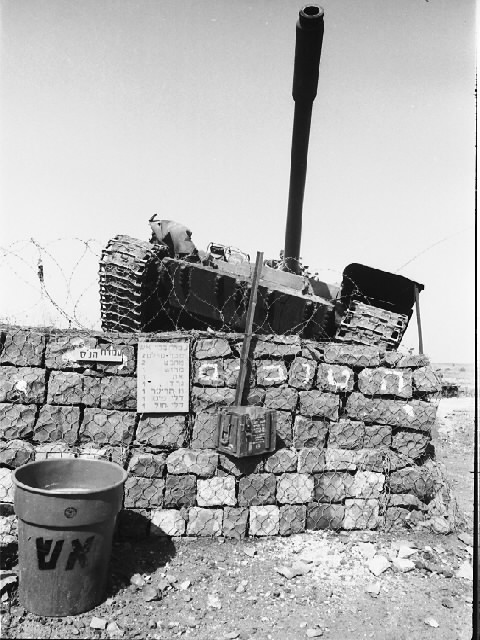
Een vernietigde Syrische T-55 tank te Kamp Yitzhak op de Golanhoogvlakte.

Om 22:00 was Omar Abrash met de 78e tankbrigade in de noordelijke sector. 
Hij was laat, maar hoopte de weg van Quneitra naar Mas'ade, 4,5 km ten westen van de vertreklijn in te nemen. 
Alle 95 T-55 tanks van de 82e brigade hadden een nachtkijker. 
De maan scheen helder.
De 82e brigade reed naar de vallei 2,5 km van de weg van Quneitra naar Mas’ade. 
Avigdor Ben-Gal gebruikte zijn artillerie als verlichting en liet zijn mannen pas vuren als de Syriërs in bereik waren. 
Om 22:00 reden Syrische tanks 800 m van de Israëlische stellingen. 
Beide zijden verloren tanks door het terrein. 
Kapitein Yair Swet, een compagniecommandant van het 77e bataljon moest naar de heuvelrug Booster rijden en  twee tanks raakten vast. 
Een bemanning kon haar tank losmaken en daarmee de andere lostrekken, maar de vertraging leidde het bataljon af.
Luitenant-kolonel Yosef Eldar, commandant van het 75e bataljon gemechaniseerde infanterie en verantwoordelijk voor het gebied waar de 78 brigade was ingedrongen raakte gewond en Avigdor Ben-Gal gaf het bevel aan Avigdor Kahalani. 
De compagnieën van Avigdor Kahalani waren over 17 km verspreid tussen de berg Hermonit en Bunker 109. 

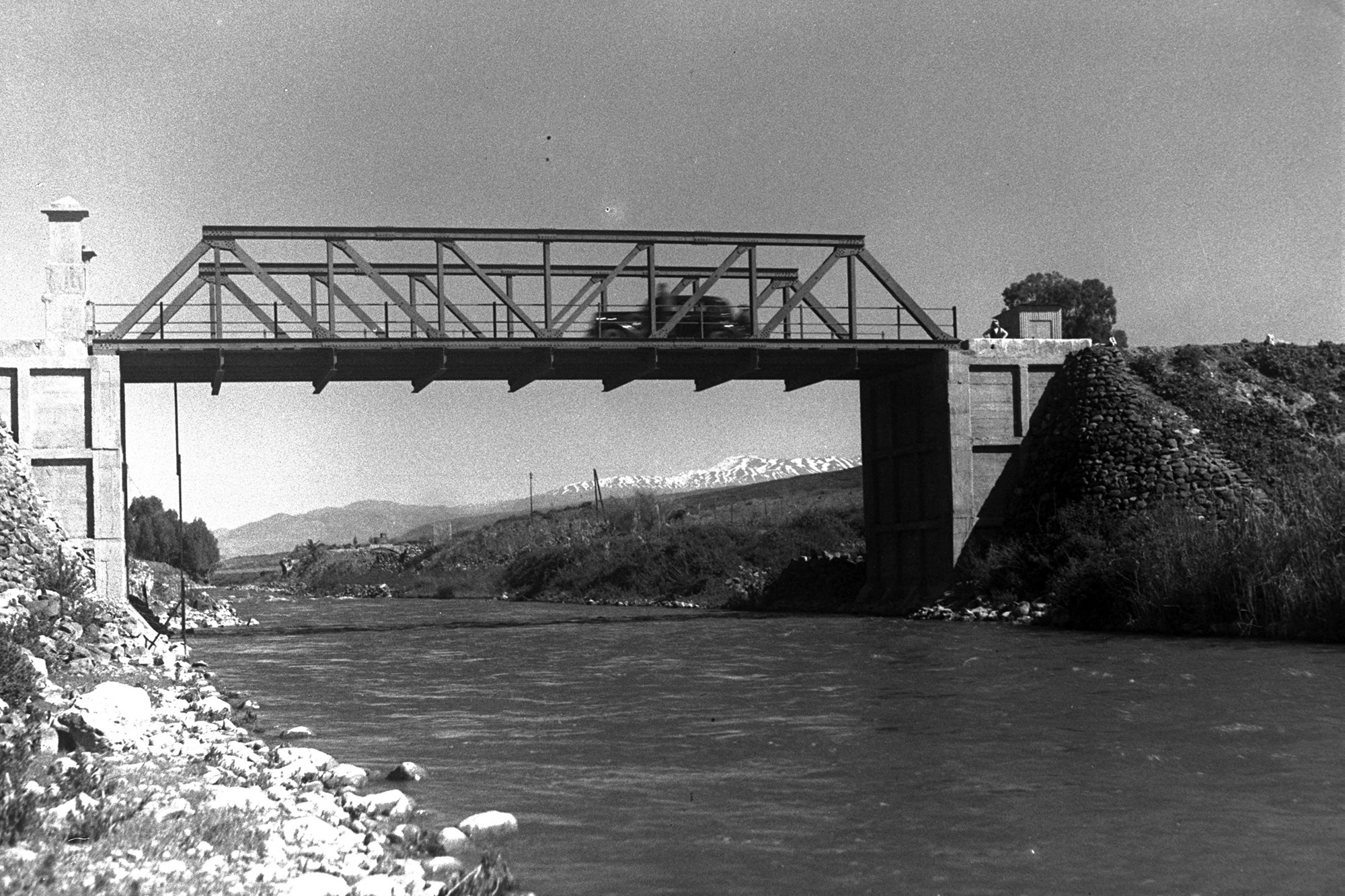
De brug “Dochters van Jakob” over de Jordaan leidt naar Israël.

Avigdor Kahalani beval een compagnie om hun lichten te doven en zo zagen ze een Syrische tank.
Een Syrische antitankeenheid trachtte op te rukken langs de weg naar de brug “dochters van Jakob” over de Jordaan voor  Bunker 107, maar besefte niet dat die bezet was. 
De Israëli vuurden en de Syrische 78e brigade trok terug.
De Israëli schoten twee keer zoveel granaten als de Syriërs, wat het overtal deels teniet deed.

### 7 oktober

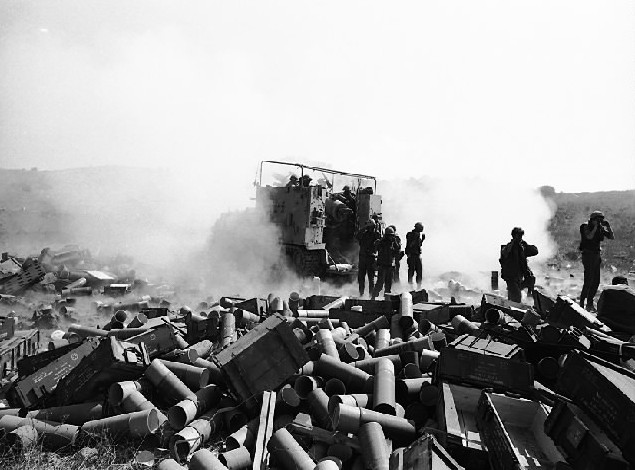
De slag in de Vallei der Tranen

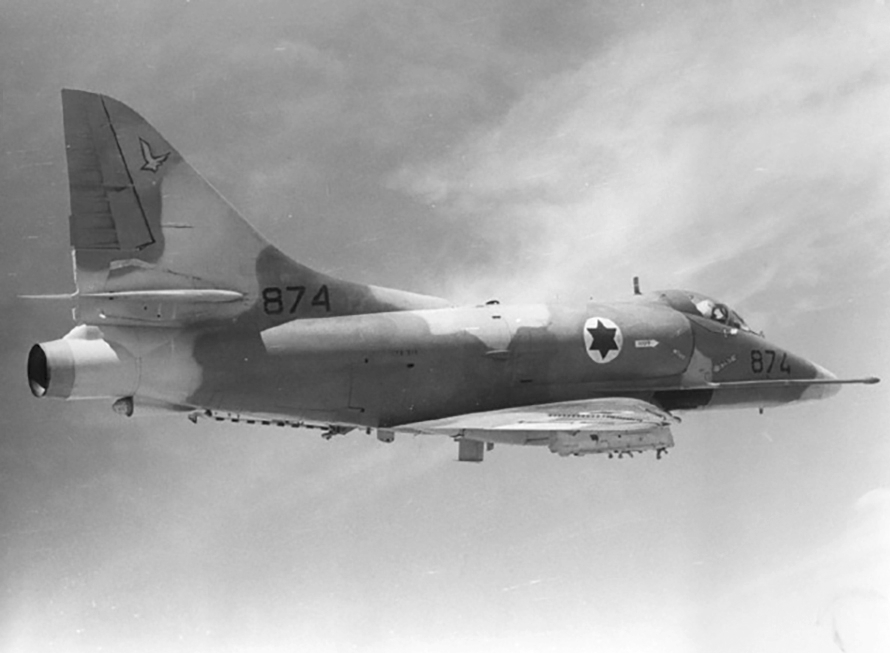
Een A-4 Skyhawk

Bij zonsopgang op 7 oktober werd de vallei tussen de berg Hermonit en de heuvelrug Booster de vallei der tranen genoemd omdat er zoveel brandende tanks lagen.
Om 07:00 vlogen A-4 Skyhawks van de Israëlische luchtmacht over de zuidelijke Golanhoogvlakte. 
De vier eerste vlogen van het zuidwesten en werden in seconden neergehaald door Syrische luchtdoelraketten.
Minuten later vlogen er weer vier en twee werden neergehaald.
Om 08:00 viel de 78e tankbrigade van de 7e divisie weer aan over een 4 km breed front naar het kruispunt Wassett. 
Het 75e bataljon vocht tegen een Syrische brigade op 2100 m. 
Twee Syrische bataljons en gemechaniseerde infanterie in pantserinfanterievoertuigen vielen het 74e bataljon aan, maar ze werden vernietigd.
De Syriërs wilden de wadi naar het kruispunt Wassett aan de voet van de berg Hermonit innemen. 
Eyal Shaham sneuvelde voor 13:00 en de Syriërs trokken terug.
Het 77e bataljon reed van het zuiden van Quneitra naar de centrale sector bij de berg Hermonit. 
Avigdor Kahalani kreeg bevel een compagnie in het zuiden te laten om de flank van de brigade te dekken. 
Het 74e bataljon had 10 tanks verloren en bleef in het noorden. 
In de namiddag vielen 20 Syrische tanks de achtergelaten compagnie van Avigdor Kahalani aan, maar ze werden alle vernietigd.
De 7e brigade verloor drie compagniecommandanten die ochtend en 12 tanks waren uitgeschakeld.
Later die dag vergaderde Avigdor Ben-Gal met Avigdor Kahalani en de gewonde Yosef Eldar op de zuidelijke flank van de heuvelrug Booster. 
De adjunct van Avigdor Kahalani, majoor Eitan Kauli leidde de gevechten. 
Met troepen van het 75e bataljon begon hij tanks en pantserinfanterievoertuigen te herbewapenen, vol te tanken en te bergen.
Telkens drie Centurions werden teruggetrokken van het front en bij het kruispunt Wesset vernieuwd.
De bemanning kon eten, drinken en rusten.

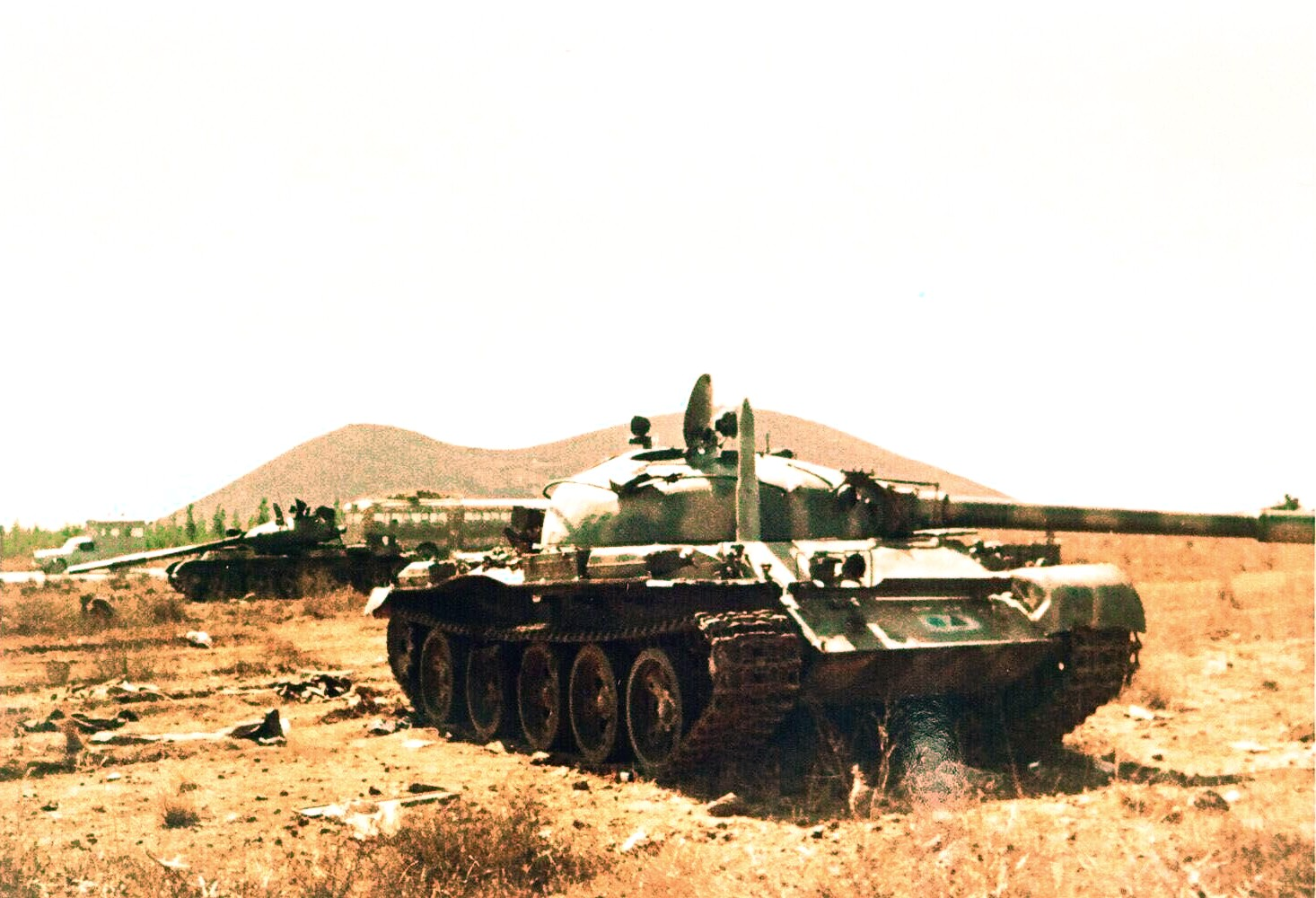
Verlaten Syrische T-62 tanks op de Golanhoogvlakte.

Om 22:00 schoten de Syriërs met artillerie.
De 64e en 66e regimenten veldartillerie waren bij de 7e divisie aangekomen.
De 81e brigade viel aan met T-62 tanks van het algemeen hoofdkwartier.
Omar Abrash zette een nieuw offensief in rond het kruispunt van Tapline en Wassett in het midden van de noordelijke Golanhoogvlakte. 
De 81e brigade kwam na 5 uur aan vanuit hun legerbasis te Kiswe.
De 85e brigade infanterie bracht 400 kanonnen en een compagnie tanks en infanterie naar de noordelijke sector. 
De 78e en 81e brigades brachten 100 tanks met infanterie naar de centrale sector.
De 121e gemechaniseerde brigade viel Quneitra aan met 9M14 Maljoetka antitankwapens op BRDM verkenningsvoertuigen. 
Alle eenheden hadden antitankwapens, vooral raketwerpers (RPGs). 
Om 22:00 vielen 500 tanks aan.
Yair Nafshi lag met 5 tanks bij bunker 107 en meldde de aanval. 
Zijn geschutskoepel werd beschadigd.
Hij liet de T-62 dichter komen om hun voordeel van nachtkijkers en overtal teniet te doen.
Hij raakte 2 tanks.
Hij fluisterde bevelen in zijn microfoon en na 4 minuten waren 25 Syrische tanks vernietigd.
De Syrische artillerie schoot op de Israëlische eenheden in het noorden. 
Avigdor Kahalani waarschuwde zijn mannen om uit te kijken voor antitankeenheden.
40 Israëlische tanks stonden tegenover 500 Syrische. 
De Israëli hadden geen nachtkijkers en de Syriërs kwamen tot 40 m. 
De Syrische tanks en commando’s trokken langs de Israëli en vernietigden veel tanks met raketwerpers. 
Om 01:00 trokken de Syriërs terug met beschadigde tanks en gewonden. 
Avigdor Ben-Gal schoot met artillerie en liet de tanks voltanken en bevoorraden.
Om 04:00 vielen de Syriërs aan met artillerie.
In de zuidelijke sector van de 7e brigade's kon de 121e brigade gemechaniseerde infanterie van de 7e divisie standhouden.
In de nacht vielen twee bataljons Syrische infanterie de stelling bij de berg Hermonit aan, maar 20 Israëlische infanteristen van de Golani Brigade hielden ze tegen. 
Bij zonsopgang lagen 130 Syrische tanks en veel pantserinfanterievoertuigen in de vallei achter of tussen de Israëlische stellingen. 
Tientallen lijken lagen op het slagveld.

### 8 oktober
Op 8 oktober vocht de 7e brigade tegen elementen van de 7e divisie, de 3e pantserdivisie en onafhankelijke eenheden waaronder de republikeinse garde. 
Op de zuidelijke flank van de brigade vocht de compagnie van Meïr Zamir's tegen tanks die ‘s nachts waren binnengedrongen. 
Met zeven tanks stopte Meïr Zamir de aanval en hij schakelde 30 Syrische tanks, twee compagnieën pantserinfanterievoertuigen en 20 voertuigen uit. 
In de namiddag trachtten drie Syrische tankbataljons met gemechaniseerde infanterie om door te breken in het gebied rond de berg Hermonit. 
De Syrische artillerie lokaliseerde de Israëlische stellingen en bracht veel schade toe. 
De 7e brigade telde 50 doden en veel gewonden en bleef over met 45 tanks. 
Avigdor Ben-Gal schiep een reserve van 5 tanks onder bevel van zijn operationele officier en beval om 500 m terug te trekken en de doorbraak te versperren.
In de schemering sneuvelde Omar Abrash toen zijn tank geraakt werd.
In de nacht vielen de Syriërs aan in de centrale sector naar de heuvelrug Booster. 
Avigdor Ben-Gal beval de compagnie van Meïr Zamir een tegenaanval in de flank en achter de vijand. 
Met zeven tanks stuitte Meïr Zamir de aanval.

### 9 oktober
Het noordelijk commando van Israël trachtte een reserve samen te stellen met de overlevers van het 53e bataljon. 
De 188e brigade bestond niet meer: de commandant en de belangrijkste stafofficieren waren gesneuveld en de troepen en materieel waren afgestaan aan andere brigades.
Luitenant-kolonel Yossi Ben-Hanan kwam de nacht voordien aan om wat overbleef te hergroeperen. 
Hij was twee weken voordien commandant van het 53e bataljon en was op huwelijksreis als de oorlog uitbrak. 
Hij herstelde tanks samen met Oded Erez, die maandagochtend van Tel Faris ontsnapt was en Shmuel Askarov de adjunct commandant van het 53e bataljon.
Om 18:00 meldde hij de divisiecommandant generaal Rafael Eitan dat hij 13 Centurions weer gevechtsklaar had.
Hij werd naar Kamp Yitzhak gestuurd. 
Hij was op weg toen de Israëlische luchtmacht bevestigde dat 100 Syrische tanks naar de sector van de 7e brigade reden. 
Een luchtfoto toonde een Syrisch bataljon van 38 T-62 tanks en 4 BMP-1 verkenningsvoertuigen.

Bij zonsopgang op 9 oktober lanceerden een beschieting met Katjoesja raketten en luchtaanvallen met Mikojan-Goerevitsj MiG-17s. 
Zeven Syrische helikopters vlogen over de Israëlische stellingen naar de Druzenstad Buq'ata, waar vier van hen commando’s afzetten. 
Om 08:00 vielen 100 tanks en veel pantserinfanterievoertuigen aan. 
De Israëli schoten van ver, maar de Syriërs rukten op.
De Israëlische commandanten waren kwetsbaar in hun geschutskoepels en velen sneuvelden.
Avigdor Ben-Gal beval om de hoge hellingen te verlaten en 360 m terug te trekken om artillerie te mijden.
Yair Nafshi werd met 6 tanks naar het gebied van de 7e brigade gestuurd. 
Hij werd geraakt, stapte over op een andere tank en verliet A3.
Hij liet zijn mannen dekking zoeken en vroeg Israëlisch artillerievuur.
Later die dag organiseerde hij een konvooi om A3 te bevoorraden. 
Een bazooka raakte zijn tank bij Quneitra.
Yair Nafshi reed verder met drie pantserinfanterievoertuigen langs de heuvelrug Booster en bereikte A3 met de voorraden.
Toen de 7e brigade terugtrok van de heuvel, stopte de artillerie en reden de Syrische tanks de heuvel op om op ze te schieten. 
Het 7e bataljon van Avigdor Ben-Gal' had nog zes tanks als reserve.
Yair Nafshi had zes tanks, en de officier operaties zocht in de Druzenstad Buq'ata naar commando’s. 
Meïr Zamir vocht bij Tel Git en mocht terugtrekken toen hij nog een granaat per tank overhield.
Avigdor Ben-Gal overlegde met Rafael Eitan en beval een tegenaanval. 
Het 7e bataljon reed de heuvel op en zag de Syrische tanks.
Avigdor Kahalani riep de andere Israëlische tanks achter de heuvel op, maar kreeg weinig antwoord omdat ze van andere eenheden waren en met andere radiofrequenties werkten. 
De communicatieofficier zocht alle frequenties van alle eenheden af, maar er kwam nog geen antwoord. 
De schutter van Avigdor Kahalani vernietigde een Syrische tank op de top van de heuvel.
Een Israëlische tanks achter de helling raakte een andere Syrische tank.
In het noorden vocht het 74e bataljon nog met de helft van zijn tanks. 
Avigdor Ben-Gal beval om drie tanks in de sector te laten en met de andere de noordelijke flank op te rijden om de republikeinse garde de doortocht naar El Rom te beletten. 
De bataljonscommandant sneuvelde.
Avigdor Ben-Gal beval dat het 77e bataljon de rest van het 74e bataljon moest overnemen. 
Het 77e bataljon vocht tegen twee bataljons T-62 tanks die 460 m achter de 7e brigade waren. 
Het 77e bataljon manoeuvreerde omhoog rond de vallei en vernietigde de republikeinse garde. 
Alle 15 tanks in de centrale sector vochten onder bevel van Avigdor Kahalani 345 m afstand van hun oorspronkelijke stellingen op de hellingen. 
The Syriërs reden ze voorbij en vuurden dan langs achter. 
De 7e brigade vocht in alle richtingen. 
Tanks van beide zijden raakten tussen elkaar en werden geraakt door artillerievuur van beide kanten.
Syrische Mil Mi-8 helikopters vlogen over de vallei naar El Rom. 
Rafael Eitan hoorde dat Syrische infanterie de Druzenstad Buq'ata naderde ten noorden van El Rom. 
Als de 7e divisie kon doorbreken, dan kon ze met de infanterie oprukken naar de kibboets Dan en Kirjat Sjmona in Israël.
Avigdor Ben-Gal zei Rafael Eitan dat hij het niet volhield. 
Rafael Eitan vroeg om nog een half uur stand te houden. 
De overblijvende 11 tanks van de 188e brigade kwamen aan en Rafael Eitan stuurde ze naar Avigdor Ben-Gal.
Rafael Eitan vertelde Avigdor Ben-Gal dat de eenheid van Yossi Ben-Hanan op komst was. 
Avigdor Kahalani riep kapitein Emi Palant, de hoogste officier achter de hellingen om de tankcommandanten met een seinvlag naar de helling te roepen, maar ze zagen de seinvlag niet.
Emi Palant schoot met zijn machinegeweer op de flank van de meest nabije tank om de aandacht van de commandant te trekken en dat lukte.
Hij liep van tank naar tank en roffelde op hun geschutskoepels om de aandacht te trekken en liep dan terug naar zijn tank en reed vooruit. Geen tank volgde.
Avigdor Kahalani hoorde een sergeant van het 74e bataljon en beval hem om de wadi te bewaken. De sergeant antwoordde dat hij zonder munitie zat.
Meïr Zamir, die een stelling in het zuiden hield, meldde een Syrische aanval en vroeg toestemming om de overblijvende tanks naar de compagnie van Meïr Zamir te rijden meer naar het zuiden. 
Avigdor Ben-Gal weigerde. 
Avigdor Kahalani meldde dat hij geen vat had op de terugtrekkende tanks.
Avigdor Ben-Gal beloofde meer tanks. 
Avigdor Kahalani beval de sergeant om zijn plaats in te nemen.
Avigdor Kahalani ging naar de tanks achter de helling en vroeg de commandanten om hun vlag te hijsen als ze hem hoorden. 
Hij zag tien tanks, de meeste met de vlag omhoog. 
Twee vliegtuigen van de Israëlische luchtmacht bombardeerden hen per vergissing, maar geen van de tanks werd geraakt.
In de zuidelijke sector meldde Meïr Zamir aan Avigdor Ben-Gal dat hij nog twee granaten per tank had en de heuvelrug Booster niet kon houden. 
Avigdor Ben-Gal vroeg nog 10 minuten vol te houden.
Meïr Zamir verschoot zijn laatste granaten, vulde zijn zakken met handgranaten en trok zich terug.

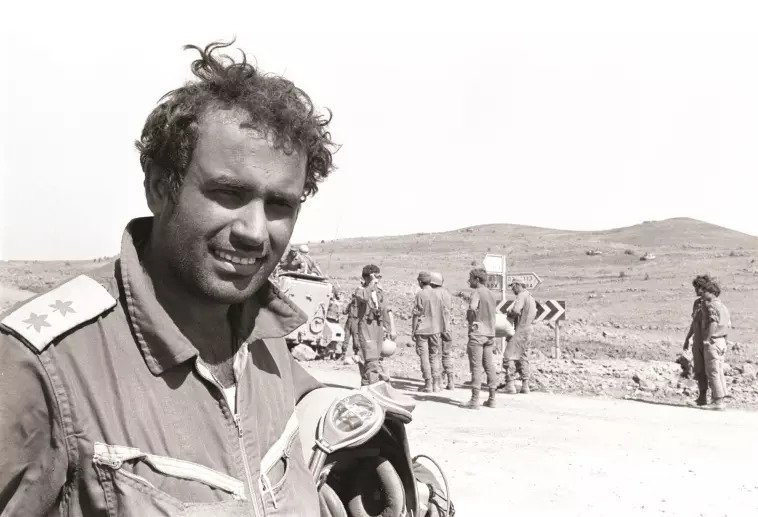
Avigdor Kahalani tijdens de oorlog. Hij kreeg de Medal of Valor voor uitstekende resultaten tijdens verscheidene gevechten tussen gepantserde infanterie. Avigdor Ben-Gal noemde hem de echte redder van het volk van Israël.

Avigdor Kahalani bereikte de tanks achter de helling en zei dat ze de helling gingen heroveren. 
Hij reed vooruit en enkele tanks volgden.
Ze vernietigden twee Syrische tanks, maar de tanks achter hem trokken zich terug. 
Avigdor Ben-Gal zei dat tanks van Eli Geva op komst waren.
Avigdor Kahalani overtuigde de andere tanks hem te volgen. 
De tank naast hem raakte een Syrische tank die over de helling kwam. 
Met open luiken zagen ze de vallei. 
Syrische tanks reden vooruit op 480 m. 
De Israëlische tanks vuurden. 
Avigdor Kahalani beval om enkel op bewegende tanks te schieten. 
Eli Geva bereikte de helling en vocht mee. 
De Syriërs schoten met artillerie. 
Toen dat ophield, zag Avigdor Kahalani geen Syrische tanks vooruitrijden. 
Meïr Zamir had twee tanks over en vroeg toestemming om terug te trekken.
Avigdor Ben-Gal weigerde. 
Hij trok terug toen Yossi Ben-Hanan uit het zuiden aankwam. 
Shmuel Askarov nam stelling naast Yossi Ben-Hanan. 
Yossi Ben-Hanan droeg het bevel over aan Shmuel Askarov om een wonde in zijn gezicht te laten verzorgen.
Ze vernietigden 30 Syrische tanks.
De 7e brigade had nog 7 tanks en Avigdor Ben-Gal zei tegen Rafael Eitan dat hij het niet langer volhield. 
A3 was omsingeld door Syrische troepen, maar meldde dat ze terugtrokken.
Dennie Agmon, de inlichtingenofficier van Rafael Eitan, zei dat de Syrische generale staf terugtocht had bevolen.
De Syriërs hadden 500 tanks verloren en trokken terug.
De 7e brigade achtervolgde met 20 tanks de Syriërs, maar stopte bij het tankkanaal.
Er lagen 260 tanks in de vallei.
De Syriërs hadden 500 tanks verloren en de Israëli 70. 
Een brigade van de 7e pantserdivisie was drie dagen buiten strijd en werd dan gehergroepeerd tot een bataljon.
Rafael Eitan zei over de radio tegen de 7e brigade:

Jullie hebben de mensen van Israël gered.

Avigdor Ben-Gal zei tegen Avigdor Kahalani: 

Jij bent de echte redder van het volk van Israël.

Avigdor Kahalani kreeg de Medal of Valor voor uitstekende resultaten tijdens verscheidene gevechten tussen gepantserde infanterie.
In de namiddag trokken telkens enkele tanks terug voor munitie en brandstof. 
Avigdor Ben-Gal zei Avigdor Kahalani dat de brigade moest tegenaanvallen in Syrië. 
Rafael Eitan vroeg om de volgende dag aan te vallen om de Syriërs geen tijd te gunnen om te hergroeperen, maar Avigdor Ben-Gal vroeg een bijkomende dag om te rusten en vol te tanken.
Uiteindelijk leidde de tegenaanval tot 40 km van Damascus, toen een wapenstilstand inging.

## Waarom?
Waarom trokken de Syriërs zich terug?
In 1990 haalde Patrick Seale de overmacht van de Israëlische luchtmacht aan, die uitsluitend op het Syrisch front vocht en de verdediging tegen de Egyptische Operatie Badr in de Sinaï overliet aan de Israëlische landmacht zonder luchtsteun.
In 1998 haalde Martin van Creveld aan dat Golda Meïr op voorstel van Moshe Dayan 13 kernwapens van elk 20 kiloton TNT-equivalent had laten klaarmaken voor inzet.
Avner Cohen betwiste dat.
In 2002 schreef Kenneth Pollack dat de Syriërs hadden aangevallen zonder hun flanken te verdedigen.